# Championnat du monde féminin de rink hockey 2006
Navigation
Championnat du monde féminin 2004 Championnat du monde féminin 2008
Le VIIIe Championnat du monde de rink hockey féminin s'est déroulé à Santiago, au Chili, entre le 30 septembre et le 7 octobre 2006. Il a été directement organisé par la Fédération Chilienne de Hockey et de Patinage et indirectement par la Fédération Internationale de Roller Sports (FIRS).
Les matchs se déroulaient au Gymnase Olympique de San Miguel. Les sélections de 16 pays ont été réparties dans un premier temps dans 4 groupes.
La finale du championnat a opposé l'Espagne, championnes à trois reprises, et le Chili, vice-championne de la Copa América de rink hockey. Le score à la fin du temps réglementaire était de 1-1, et un but en or de Fernanda Urrea durant la prolongation permet à l'équipe local d'être sacrée championne. Cette victoire est une première dans l'histoire du sport en Chili, en constituant le premier titre mondial dans un sport collectif pour ce pays.
Dans le même temps, l'équipe d'Argentine, championne en titre, a obtenu la troisième place en battant la sélection portugaise 3-1.

## Équipes participantes
16 sélections nationales ont participé au tournoi, dont 5 équipes américaines, 5 européennes, 2 asiatiques, 1 africaine et 1 océanienne.
Quelques jours avant le tournoi, l'équipe d'Uruguay a décliné sa participation, réduisant le nombre d'équipes participantes de 17 à 16.
| Afrique du Sud Allemagne Angleterre Argentine | Australie Brésil Chili Colombie | Espagne États-Unis France Inde | Italie Macao Portugal Suisse |

## Résultats

### Groupe A
| Équipe     | Pts | J | G | N | P | BP | BC | Diff. |
| ---------- | --- | - | - | - | - | -- | -- | ----- |
| Argentine  | 6   | 3 | 3 | 0 | 0 | 19 | 0  | 19    |
| Chili      | 4   | 3 | 2 | 0 | 1 | 7  | 5  | 2     |
| Angleterre | 2   | 3 | 1 | 0 | 2 | 6  | 13 | -7    |
| Suisse     | 0   | 3 | 0 | 0 | 3 | 6  | 20 | -14   |

| Chili      | 4-1  | Angleterre |
| Chili      | 3-2  | Suisse     |
| Angleterre | 0-5  | Argentine  |
| Argentine  | 12-0 | Suisse     |
| Angleterre | 5-4  | Suisse     |
| Argentine  | 2-0  | Chili      |

### Groupe B
| Équipe         | Pts | J | G | N | P | BP | BC | Diff. |
| -------------- | --- | - | - | - | - | -- | -- | ----- |
| Brésil         | 5   | 3 | 2 | 1 | 0 | 23 | 3  | 20    |
| Colombie       | 5   | 3 | 2 | 1 | 0 | 21 | 4  | 17    |
| États-Unis     | 2   | 3 | 1 | 0 | 2 | 9  | 15 | -6    |
| Afrique du Sud | 0   | 3 | 0 | 0 | 3 | 0  | 31 | -31   |

| Colombie   | 6-2  | États-Unis     |
| Brésil     | 12-0 | Afrique du Sud |
| États-Unis | 6-0  | Afrique du Sud |
| Brésil     | 2-2  | Colombie       |
| Colombie   | 13-1 | Afrique du Sud |
| Brésil     | 9-1  | États-Unis     |

### Groupe C
| Équipe    | Pts | J | G | N | P | BP | BC | Diff. |
| --------- | --- | - | - | - | - | -- | -- | ----- |
| Espagne   | 6   | 3 | 3 | 0 | 0 | 22 | 1  | 21    |
| Allemagne | 4   | 3 | 2 | 0 | 1 | 32 | 3  | 29    |
| Australie | 2   | 3 | 1 | 0 | 2 | 23 | 13 | 10    |
| Macao     | 0   | 3 | 0 | 0 | 3 | 1  | 61 | -60   |

| Allemagne | 7-1  | Australie |
| Espagne   | 15-0 | Macao     |
| Allemagne | 24-0 | Macao     |
| Espagne   | 5-0  | Australie |
| Espagne   | 2-1  | Allemagne |
| Australie | 22-0 | Macao     |

### Groupe D
| Équipe   | Pts | J | G | N | P | BP | BC | Diff. |
| -------- | --- | - | - | - | - | -- | -- | ----- |
| Portugal | 6   | 3 | 3 | 0 | 0 | 38 | 4  | 34    |
| France   | 4   | 3 | 2 | 0 | 1 | 39 | 9  | 30    |
| Italie   | 2   | 3 | 1 | 0 | 2 | 21 | 12 | 9     |
| Inde     | 0   | 3 | 0 | 0 | 3 | 2  | 75 | -73   |

| France   | 5-4  | Italie |
| Portugal | 27-1 | Inde   |
| France   | 32-0 | Inde   |
| Portugal | 6-1  | Italie |
| Italie   | 16-1 | Inde   |
| Portugal | 5-2  | France |

## Phase finale
|  | Quarts de finale | Quarts de finale |         |           | Demi-finales           | Demi-finales |  |  | Finale   | Finale |
|  | Quarts de finale | Quarts de finale |         |           | Demi-finales           | Demi-finales |  |  | Finale   | Finale |
|  |                  |                  |         |           |                        |              |  |  |          |        |
|  |                  |                  |         |           |                        |              |  |  |          |        |
|  |                  |                  |         |           |                        |              |  |  |          |        |
|  | Chili            | 3                |         |           |                        |              |  |  |          |        |
|  | Chili            | 3                |         |           |                        |              |  |  |          |        |
|  | Colombie         | 2                |         |           |                        |              |  |  |          |        |
|  | Colombie         | 2                | Chili   | 4         |                        |              |  |  |          |        |
|  |                  |                  | Chili   | 4         |                        |              |  |  |          |        |
|  |                  | Portugal         | 3       |           |                        |              |  |  |          |        |
|  | Portugal         | Portugal         | 3       | 3         |                        |              |  |  |          |        |
|  | Portugal         |                  |         | 3         |                        |              |  |  |          |        |
|  | Allemagne        | 1                |         |           |                        |              |  |  |          |        |
|  | Allemagne        | 1                | Chili   | 1 (2)     |                        |              |  |  |          |        |
|  |                  |                  | Chili   | 1 (2)     |                        |              |  |  |          |        |
|  |                  | Espagne          | 1 (1)   |           |                        |              |  |  |          |        |
|  | Espagne          | Espagne          | 1 (1)   | 3         |                        |              |  |  |          |        |
|  | Espagne          |                  |         | 3         |                        |              |  |  |          |        |
|  | France           | 2                |         |           |                        |              |  |  |          |        |
|  | France           | 2                | Espagne | 1 (2)     |                        |              |  |  |          |        |
|  |                  |                  | Espagne | 1 (2)     | Match pour la 3e place |              |  |  |          |        |
|  |                  | Argentine        | 1 (1)   |           |                        |              |  |  |          |        |
|  | Argentine        | Argentine        | 1 (1)   | 12        |                        |              |  |  |          |        |
|  | Argentine        |                  |         | 12        |                        |              |  |  |          |        |
|  | États-Unis       | 1                |         | Argentine | 3                      |              |  |  |          |        |
|  | États-Unis       | 1                |         | Argentine | 3                      |              |  |  |          |        |
|  |                  |                  |         |           |                        |              |  |  | Portugal | 1      |
|  |                  |                  |         |           |                        |              |  |  | Portugal | 1      |

| Championne du monde 2006 de rink hockey |
| --------------------------------------- |
| CHILI Premier titre                     |

## Statistiques
| Équipe | Équipe         | Pts | J | G | N | P | BP | BC | Diff. | Rend   |
| ------ | -------------- | --- | - | - | - | - | -- | -- | ----- | ------ |
| 1      | Chili          | 10  | 6 | 5 | 0 | 1 | 16 | 11 | +5    | 83,3 % |
| 2      | Espagne        | 10  | 6 | 5 | 0 | 1 | 28 | 6  | +22   | 83,3 % |
| 3      | Argentine      | 10  | 6 | 5 | 0 | 1 | 35 | 4  | +31   | 83,3 % |
| 4      | Portugal       | 8   | 6 | 4 | 0 | 2 | 45 | 12 | +33   | 66,7 % |
| 5      | Colombie       | 5   | 4 | 2 | 1 | 1 | 23 | 7  | +16   | 62,5 % |
| 6      | France         | 4   | 4 | 2 | 0 | 2 | 41 | 12 | +29   | 50,0 % |
| 7      | Allemagne      | 4   | 4 | 2 | 0 | 2 | 33 | 6  | +27   | 50,0 % |
| 8      | États-Unis     | 2   | 4 | 1 | 0 | 3 | 10 | 27 | -17   | 25,0 % |
| 9      | Brésil         | 5   | 3 | 2 | 1 | 0 | 23 | 3  | +20   | 83,3 % |
| 10     | Australie      | 2   | 3 | 1 | 0 | 2 | 23 | 13 | +10   | 33,3 % |
| 11     | Italie         | 2   | 3 | 1 | 0 | 2 | 21 | 12 | +9    | 33,3 % |
| 12     | Angleterre     | 2   | 3 | 1 | 0 | 2 | 6  | 13 | -7    | 33,3 % |
| 13     | Suisse         | 0   | 3 | 0 | 0 | 3 | 6  | 20 | -14   | 0,0 %  |
| 14     | Afrique du Sud | 0   | 3 | 0 | 0 | 3 | 0  | 31 | -31   | 0,0 %  |
| 15     | Macao          | 0   | 3 | 0 | 0 | 3 | 1  | 61 | -60   | 0,0 %  |
| 16     | Inde           | 0   | 3 | 0 | 0 | 3 | 2  | 75 | -73   | 0,0 %  |

## Classement final
| Rang | Pays           |
| ---- | -------------- |
| 1    | Chili          |
| 2    | Espagne        |
| 3    | Argentine      |
| 4    | Portugal       |
| 5    | France         |
| 6    | Allemagne      |
| 7    | États-Unis     |
| 8    | Colombie       |
| 9    | Brésil         |
| 10   | Italie         |
| 11   | Australie      |
| 12   | Suisse         |
| 13   | Angleterre     |
| 14   | Afrique du Sud |
| 15   | Inde           |
| 16   | Macao          |

## Buteuses
| 18 buts - Patricia Martins 16 buts - Chiara Vannucci 15 buts - Neuza Pebre 14 buts - Marriana Monténégro 12 buts - Claire Currey 10 buts - Yashdeep Kaur - M. Camilla Perez - Sandra Drouet 9 buts - Paula Sakuma - Hannah Lincoln - Beata Geisman - Julie Dupuy - Adeline Le Borgne - Carla Giudicci 8 buts - Tatiana Malard - Vania Ribeiro 7 buts - Gina Martino - Daniela Guerrero - Marie Espin - Adriana Gutierrez - Claudia Rego 6 buts - Maria L. Agudo - Denisse Lobos - Heather Acquaviva - Catalina Acevedo - Carolina Escobar | 5 buts - Bethany Cook - Claire Hallam - Joëlle Chollon - Francesca Chiagano - Giulia Galeassi - Leticia Corrales - Jess Davis - Casey Briss - Fernanda Urrea 4 buts - Ana Soares - Bruna Honorio - Rosa Tamburini - Marta Soler - Natascha Kluschewski - Nicole Paczia - Audrey Cayol - Erica Bueno Silva - Pia Sarmiento - Tadish Prat 3 buts - Roberta Urrea - Cinzia Nanucci - Chiarra Marchesini - Sonja Thöni - Christine Schneider - Inga Witchardt - Natasha Lee Suarez - Cristina Barceló - Shilo Schmerlcher - Lea Reinert - Sandeep Kaur - Dina Tavares - Francisca Puertas | 2 buts - Diana Rivas - Natalia Corrales - Céline Ducourtioux - Solène Voltzenlugel - Monique Jardim - Nilda Da Costa - Simona Costabile - Gisela Honorio - Raquel Rodriguez - Paula Torner - Josi Struden - Anne Marie Sesterhenn - Tannah Elwes-Jones - Autum Lee - Ana Carolina Lopes - Jess Bradley - Ana Maria Gomez 1 but - Sonia Claudia Mendes - Andreia Da Silva - Zani Fourie - Fiona Bishop - Martina Fedier - Tanja Kammermann - Esther Gilgen - Nadia Mikeleit - Raquel Torras - Marcela Bustamante - Jennifer Pontes - Isabel Vargas - Maten Witchardt - Cristina Capaccio - Paola Gutierrez - Julie Finch - Celidh Sligh |

Source : http://www.mundialhockey.cl/estadisticas.htm

## Équipe championne
| N°    | Nom                 | Poste     | Âge | Première sél. | Club                   |
| ----- | ------------------- | --------- | --- | ------------- | ---------------------- |
|       | Alexa Tapia         | Défenseur | 21  | 2006          | Universidad de Chile   |
|       | Camila Méndez       | Défenseur | 16  | 2002          | Antil                  |
|       | Constanza Reyes     | Gardien   | 21  | 2002          | Universidad de Chile   |
|       | Fernanda Urrea      | Attaquant | 17  | 2000          | Universidad de Chile   |
|       | Marcela Bustamante  | Attaquant | 17  |               |                        |
|       | Paulina Tapia       | Gardien   | 22  |               |                        |
|       | Roberta Urrea       | Attaquant | 16  | 2002          | Universidad de Chile   |
|       | Karin Reinhardt     |           | 33  |               | Alcorcon Parque Lisboa |
|       | Francisca Puertas   | Attaquant | 18  |               | Pati Vilanova Ull Blau |
|       | Tadish Prat         | Attaquant | 16  |               | Universidad Católica   |
| Entr. | Rodrigo Quintanilla |           |     |               |                        |